# 瑪卡萊斯特學院
44°56′21.07″N 93°10′4.70″W / 44.9391861°N 93.1679722°W
玛卡莱斯特学院（英語： /məˈkæləstər/），又译麦卡利斯特学院，是一所位于美国明尼苏达州圣保罗的小型私立文理学院，仅提供四年制的本科教育。它是美国最好的文理学院之一，2018年《美国新闻与世界报道》将其列在全国文理学院中的第26位。

## 学术
它是美国前100位的文理学院，是隐藏常春藤之一。录取率在39%左右。

## 扩展阅读
- Kilde, Jeanne Halgren. Nature and Revelation: A History of Macalester College (University of Minnesota Press, 2010) 400 pp. ISBN 978-0-8166-5627-1